# Spidron

Premier spidron, inventé par Dániel Erdély

En géométrie, un spidron est une figure géomérique plane continue composée de triangles collés par les côtés. Cette figure a été inventée par le designer industriel hongrois Dániel Erdély au début des années 1970.
Il existe aussi une description mathématique de Stefan Stenzhorn.
La forme est connue par de nombreuses œuvres d'Escher.

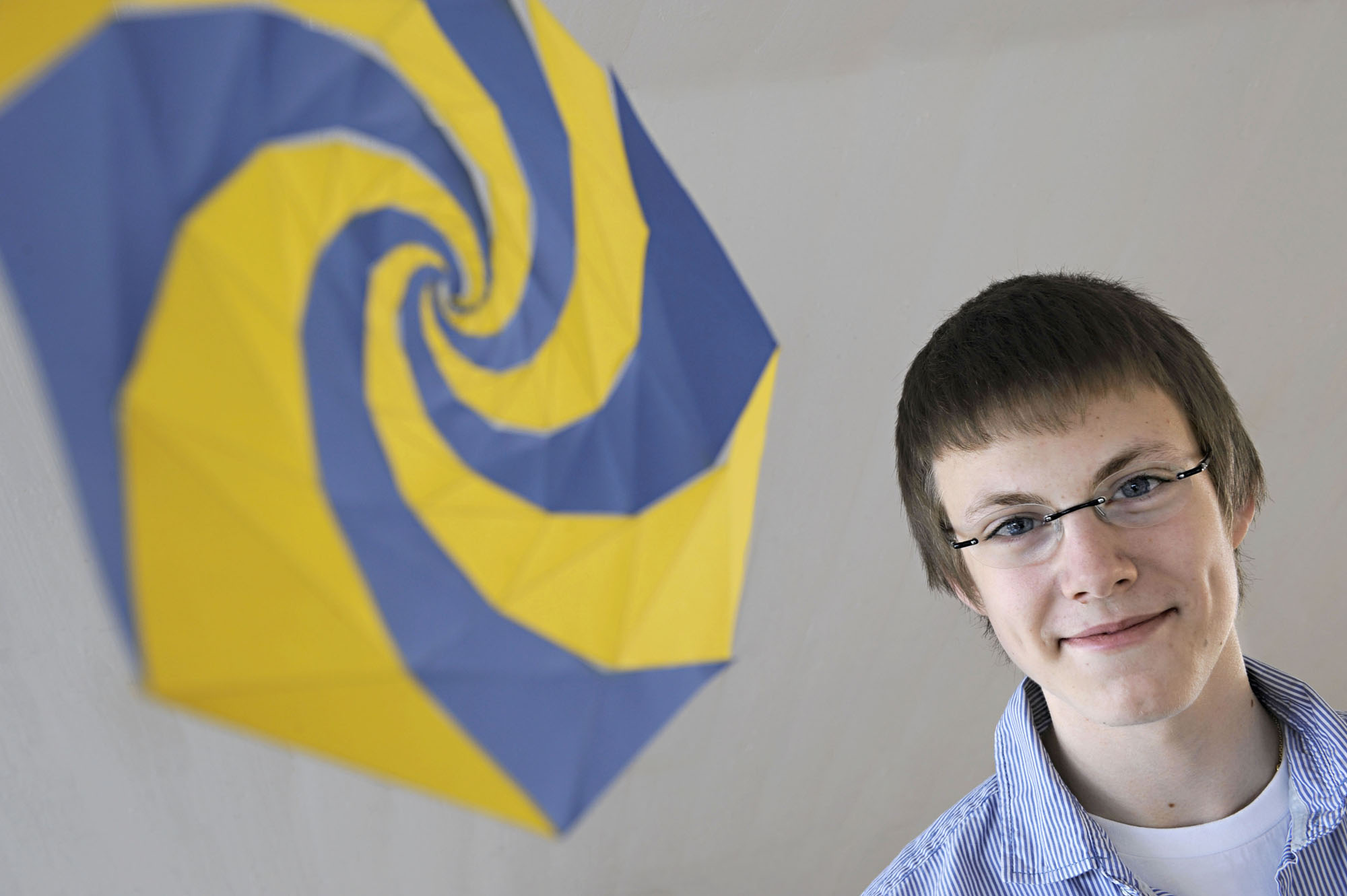
Spidron Relief

Le nom provient du nom anglais de spider (l'araignée) et spiral (spirale) parce que la forme des Spidrons fait penser à une toile d'araignée.